# Eupheme
|  | For månen, se Eupheme (måne) |
Eupheme (græsk: Ευφημη)  var en af gratierne i græske mytologi. Hun var jublens, berømmelsens, og de triumferende råbs gudinde og var datter af guden Hefaistos og gudinden Aglaia. Hun havde tre søstre, Eukleia, Euthenia og Philophrosyne.